# بروستيت
بروستيت هو معدن للفضة ينتمي إلى فصيلة معادن أملاح السلفو، وتكون لوحدته البلورية الصيغة الكيميائية Ag3AsS3.
يوجد المعدن على شكل بلورات موشورية كتلية متراصة ذات لون أحمر رمادي، وهي تتبع في تركيبها النظام البلوري السداسي.
عرف المعدن منذ القرون الوسطى، إلا أنه وصف بشكل علمي أول مرة سنة 1804 من العالم جوزيف لويس بروست، والذي تنسب التسمية إليه.